# Peter Tepe
Peter Tepe (* 20. Oktober 1948) ist ein deutscher Philosoph, Literaturwissenschaftler und bildender Künstler.

## Leben
Peter Tepe studierte zunächst von 1968 bis 1970 an der Kunstakademie Düsseldorf Malerei bei Karl Otto Götz und wechselte dann zur Heinrich-Heine-Universität Düsseldorf. Nach seiner Promotion 1974 und Habilitation 1986 im Fach Philosophie wurde er 1994 zum außerplanmäßigen Professor ernannt. Seine Berufstätigkeit fand seit Ende der 1970er Jahre bis 2013 im Fach Neuere Deutsche Philologie statt, wobei er auch alternative Lehr- und Lernmodelle – z. B. Vorlesung als Streitforum, in Theater- oder Dialogform – erprobte.

## Forschungsschwerpunkte
1987 etablierte Tepe an der Düsseldorfer Universität den interdisziplinären Studien- und Forschungsschwerpunkt Mythos/Ideologie, den er in den 1990er Jahren um den Komplex Literaturtheorie/Methoden der Textarbeit erweiterte. Seit 2007 gibt er die zugehörige Online-Zeitschrift Mythos-Magazin heraus, in deren Bereichen Mythosforschung, Ideologieforschung und Erklärende Hermeneutik sowohl wissenschaftliche Beiträge veröffentlicht werden als auch hervorragende studentische Arbeiten, die hauptsächlich aus dem Schwerpunkt hervorgegangen sind.

### Mythosforschung
In Tepes Forschung und Lehre dominierte von den 1980er Jahren an zunächst die Mythosforschung philosophischer, literatur- und geschichtswissenschaftlicher Art. Dabei ist zu unterscheiden zwischen der Untersuchung der literarischen Verarbeitung mythischer Stoffe und Motive, insbesondere aus der griechisch-römischen Antike, und der Erforschung mythischen Denkens, das einen bestimmten Typ der religiösen Weltanschauung darstellt. Seit 1993 edierte Tepe das Jahrbuch Mythologica als Forum für interdisziplinäre Mythosforschung, das 2004 in das Periodikum Mythos überging.